# Distretto di Pervomajskoe
Il distretto di Pervomajskoe (in russo Первомайский район?; in ucraino Первомайський район?; in tataro: Curçı rayonı) è un rajon appartenente de jure alla Repubblica Autonoma di Crimea e de facto alla Repubblica di Crimea, con 91.263 abitanti al 2013. Il capoluogo è l'omonima città.

## Geografia antropica
Il distretto è suddiviso in un insediamento urbano e 16 insediamenti rurali con 39 villaggi.

### Insediamenti di tipo urbano
- Pervomajskoe